# La Planète des singes : Les Origines
Vous lisez un « bon article » labellisé en 2021.  Il fait partie d'un « bon thème ».
Série La Planète des singes
La Planète des singes : L'Affrontement
(2014)
Pour plus de détails, voir Fiche technique et Distribution.
La Planète des singes : Les Origines ou La Montée de la planète des singes au Québec (Rise of the Planet of the Apes) est un film de science-fiction américano-britanno-canadien réalisé par Rupert Wyatt, sorti en 2011. Le scénario est de Rick Jaffa et Amanda Silver. Ce film relance pour la deuxième fois, la franchise Planète des singes inspirée du roman de Pierre Boulle.
L'histoire suit un chimpanzé du nom de César qui voit ses sens améliorés après que le chimiste Will Rodman a testé un médicament sur la mère du singe alors qu'il était un fœtus. Élevé par Will, César comprend rapidement qu'il est différent et il tente de trouver sa place parmi les humains puis auprès de ses congénères les singes.
Les scénaristes écrivent l'histoire en 2005, mais ce n'est qu'après plusieurs réécritures que le studio 20th Century Fox lance la production début 2010. Le tournage commence en juillet de la même année principalement à Vancouver au Canada mais aussi à San Francisco et à Hawaï. La musique du film est composée et dirigée par Patrick Doyle.
Le film parle de l'arrogance humaine vis-à-vis des autres espèces et de l'émancipation de l'une de ces dernières. Le développement humain est également évoqué à travers le parcours du personnage de César, qui est, ironiquement, un singe. Par de nombreuses références, La Planète des singes : Les Origines rend hommage au premier film La Planète des singes (1968). Il reprend aussi la structure narrative du film La Conquête de la planète des singes (1972).
La Planète des singes : Les Origines est un succès commercial et critique. Il remporte plusieurs prix pour ses effets spéciaux ainsi que pour le travail d'acteur d'Andy Serkis. Il sort en vidéo en décembre 2011.

## Synopsis
Dans une forêt tropicale, des hommes capturent des chimpanzés pour les besoins de la société américaine Gen-Sys basée à San Francisco. L'un des singes, une femelle baptisée « Beaux Yeux », reçoit de la part du chimiste Will Rodman une dose d’un médicament de son invention, l’ALZ-112. Ce remède, conçu initialement pour lutter contre la maladie d'Alzheimer, régénère les cellules du cerveau mais rend également la femelle chimpanzé plus intelligente. Le seul effet secondaire constaté par Will et le responsable animalier Franklin est la coloration des yeux en vert. Le jour de la présentation des recherches de Will aux actionnaires de Gen-Sys, Beaux Yeux devient folle, sème la panique dans le laboratoire et les bureaux de la société puis se fait abattre par les membres du service de sécurité. Furieux, Steven Jacobs, le patron de Gen-Sys ordonne l’abattage de tous les singes et met fin au projet de l’ALZ-112. Franklin et Will découvrent alors la raison de la fureur de Beaux Yeux : elle venait de mettre au monde un bébé et ne faisait que le protéger. Franklin convainc alors Will de garder le jeune singe chez lui,.
Will vit seul avec son père Charles, un ancien pianiste atteint de la maladie d’Alzheimer. La présence du singe semble redonner vie au vieil homme qui le baptise César en référence au général Jules César. Durant les trois années suivantes, Will observe la croissance de César et constate que ses capacités sont bien supérieures à la moyenne de ses congénères. Il en déduit que les bienfaits de l’ALZ-112 sont passés de la mère à l’enfant. Et comme la santé mentale de Charles décline, Will teste le médicament sur son père. L’effet est très rapide et Charles retrouve ses capacités intellectuelles.
En 2011, César s’enfuit pour jouer avec les enfants du voisin de Will, mais le père de famille frappe le chimpanzé pour qu’il quitte sa propriété. Will l’emmène au zoo voisin où il est soigné par une vétérinaire nommée Caroline. Très vite, Will se rapproche de celle-ci et ils entament une relation. Par la suite, il emmène régulièrement César dans la forêt de séquoias de Muir de l’autre côté de la baie de San Francisco. Le chimpanzé s’épanouit dans ce lieu où il peut grimper jusqu’au sommet des arbres.

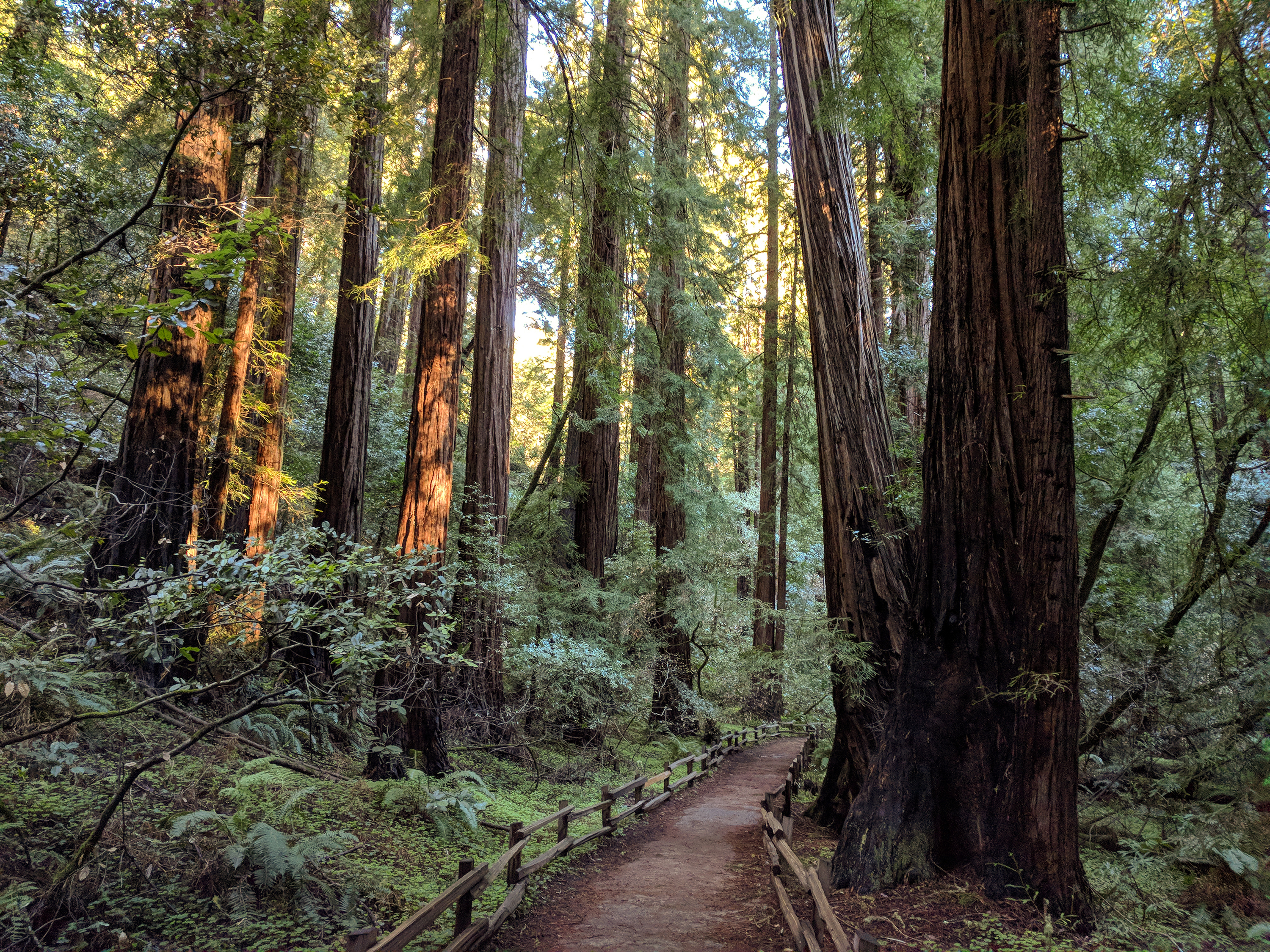
Les bois de Muir où Will emmène régulièrement César en promenade.

Cinq ans plus tard, en 2016, César est devenu adulte et a appris à communiquer en langue des signes. Cependant il est moins épanoui et devient taciturne. Will décide donc de lui montrer, ainsi qu’à Caroline, le lieu où il est venu au monde, le laboratoire de Gen-Sys. Il lui explique que sa mère est morte mais aussi pourquoi il est aussi intelligent. Caroline est choquée et prévient Will que ce qu’il a fait est contre-nature. César, lui, se demande où est sa place.
Peu après, l’état de santé de Charles se dégrade à nouveau. En effet, ses anticorps combattent désormais l’ALZ-112. Un jour, alors qu’il est en proie à une crise de démence, Charles détériore, en tentant de la démarrer, la voiture de son voisin. Celui-ci se met à l'invectiver, mettant en fureur César qui se jette sur le voisin et le mord à la main, l'amputant d'un doigt. Le voisinage se précipite dehors et César finit par se réfugier dans les bras de Charles. Il est ensuite emmené par les services vétérinaires de la ville au refuge pour primates de San Bruno.
Will révèle à son patron qu’il a testé avec succès son médicament sur son père et lui demande son accord pour développer une nouvelle version, nommée ALZ-113, plus agressive. Très intéressé, Jacobs accorde à nouveau sa confiance à Will qui procède à des tests sur dix nouveaux singes. Alors qu’il effectue l’injection de l’ALZ-113 sur un singe nommé Koba, le responsable animalier Franklin respire par mégarde un peu de produit. Peu de temps après, Franklin tombe malade et se met à cracher du sang. Koba, lui, voit ses capacités intellectuelles augmenter incroyablement. Rapidement, il parvient même à écrire.
De son côté, César s’intègre mal au refuge. Il s’attire l’animosité de Dodge, le fils du propriétaire, et subit une attaque du mâle dominant, le chimpanzé Rocket. Seul l’orang-outan Maurice, qui a lui aussi appris la langue des signes, est amical avec César. Will rend visite à son ami et lui promet de venir le rechercher. Déçu par les humains, César décide d’oublier Will et commence à chercher un moyen de s’évader. Il vole un couteau pour crocheter la serrure de sa cage, ouvre ensuite celle du gorille Buck et parvient à obtenir son soutien. Il libère également Rocket dont il obtient la soumission avec l’aide de Buck, et devient désormais le chef des primates du refuge.
Will décide qu’il est temps de tester l’ALZ-113 sur Charles, mais le vieil homme lui fait comprendre qu’il ne veut plus. Will respecte la décision de son père qui meurt naturellement le lendemain. Le chimiste se met dès lors à douter de l’ALZ-113, contrairement à Steven Jacobs qui décide d’effectuer des tests à grande échelle sur tous les singes. Franklin, de plus en plus malade, passe chez Will pour lui en parler, mais celui-ci étant absent, il ne croise que son voisin, le contaminant involontairement, avant de décéder quelques jours plus tard.
À la suite de la mort de son père, Will abandonne l’idée de guérir la maladie d’Alzheimer et démissionne. Il part ensuite au refuge pour donner un pot de vin au directeur dans le but de libérer César. Mais à son grand étonnement, le chimpanzé refuse de le suivre ; il en a fini avec les hommes, il est désormais émancipé. Comprenant d’ailleurs qu’il ne peut mener sa révolte avec des singes normaux, César se rend chez Will pour y voler de l’ALZ-113 qu’il diffuse dans le refuge. Quelque temps plus tard, César défie Dodge dans l’atrium du refuge, parvenant à crier « Non », puis frappant son geôlier. Dodge menace le chimpanzé avec un pistolet à impulsion électrique, mais le singe saisit un tuyau d'arrosage et envoie une trombe d’eau sur son opposant qui meurt électrocuté.

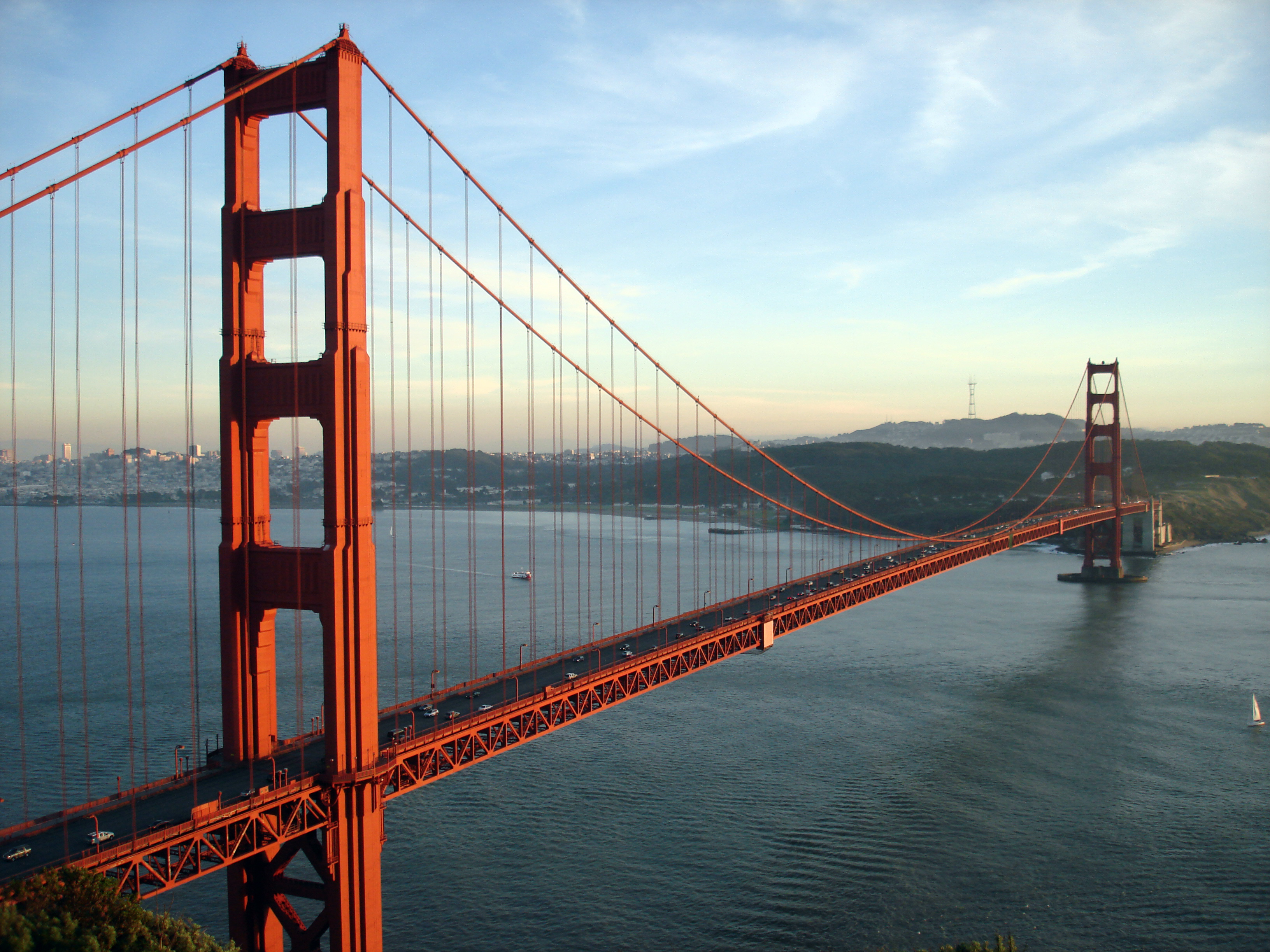
Le pont du Golden Gate où César et les siens affrontent la police.

Les singes fuient le refuge et se séparent en deux groupes. Le premier se rend dans les locaux de Gen-Sys et libère les primates qui y sont détenus. Le second va jusqu'au zoo et fait de même. Ils sèment la panique dans la ville malgré la présence des forces de l’ordre, puis entament la traversée du pont du Golden Gate pour rejoindre la forêt de séquoias. Là, un barrage de police tente de les bloquer ; la police montée arrive sur leurs arrières pour les prendre en tenaille, tandis que le chef de la police accompagné de Steven Jacobs arrive en hélicoptère. Les singes utilisent un bus comme bouclier contre les tirs, puis parviennent à neutraliser les hommes du barrage. De l’hélicoptère, le chef de la police mitraille les singes, mais Buck se jette sur l’engin depuis les pylônes du pont et parvient à le déséquilibrer. Il est mortellement blessé et décède dans les bras de César. L’hélicoptère s’écrase sur le parapet du pont, et Steven Jacobs implore l’aide de César qui ne la lui accorde pas ; Koba pousse l’hélicoptère qui tombe dans le détroit.
Libres, les singes s’enfoncent dans la forêt de Muir, où ils sont rejoints par Will. Koba veut le tuer mais César s’y oppose. Alors que le chimiste demande à son ami de revenir chez lui, le chimpanzé lui répond : « César est chez lui ». Will s'en va tandis que César et ses congénères s'établissent dans la forêt. Le lendemain, le voisin de Will, qui est pilote de ligne, quitte son domicile pour prendre son vol. Mais il est infecté par le virus qui a tué Franklin. Le virus va se répandre alors rapidement à travers le monde via les transports aériens.

## Fiche technique
Sauf indication contraire, les informations mentionnées dans cette section peuvent être confirmées par les bases de données cinématographiques IMDb et Allociné,  présentes dans la section « Liens externes ».
- Titre original : Rise of the Planet of the Apes
- Titre français : La Planète des singes : Les Origines
- Titre québécois : La Montée de la planète des singes[6]
- Réalisateur : Rupert Wyatt
- Scénario : Rick Jaffa et Amanda Silver, d'après le roman La Planète des singes de Pierre Boulle
- Musique : Patrick Doyle
  - Musiques additionnelles : Daniel Nielsen
- Direction artistique : Dan Hermansen, Helen Jarvis et Grant Van Der Slagt
- Décors : Claude Paré et Elizabeth Wilcox
- Costumes : Renée April
- Photographie : Andrew Lesnie
- Son : Ron Bartlett, James Bolt, Derek Casari, Doug Hemphill, John A. Larsen, Chuck Michael
- Montage : Conrad Buff IV et Mark Goldblatt
- Production : Peter Chernin, Dylan Clark, Rick Jaffa et Amanda Silver
  - Production déléguée : Thomas M. Hammel
  - Coproduction : Mike Larocca et Kurt Williams
- Sociétés de production :
  - États-Unis : Chernin Entertainment et Dune Entertainment III, en association avec Dune Entertainment, présenté par 20th Century Fox
  - Royaume-Uni : en association avec Big Screen Productions et Ingenious Film Partners
- Société de distribution : 20th Century Fox
- Budget : 93 millions de $[7],[8]
- Pays de production :  États-Unis,  Royaume-Uni,  Canada
- Langue originale : anglais, langue des signes
- Format : couleur (DeLuxe) — 35 mm — 2,35:1 (CinemaScope) — son Datasat / Dolby / Dolby Surround 7.1 / SDDS
- Genre : science-fiction, action, aventure, drame
- Durée : 105 minutes
- Dates de sortie : 
  - États-Unis, Canada, Québec : 5 août 2011[6]
  - France, Belgique, Suisse romande : 10 août 2011[9],[10],[11]
  - Royaume-Uni : 11 août 2011
- Classification : 
  - États-Unis : accord parental recommandé, film déconseillé aux moins de 13 ans (PG-13 - Parents Strongly Cautioned)[Note 1]
  - Royaume-Uni : les enfants de moins de 12 ans doivent être accompagnés d'un adulte (12A - Suitable for 12 years and over)[12]
  - Canada : certaines scènes peuvent heurter les enfants - accord parental souhaitable (PG - Parental Guidance)
  - Québec : tous publics (G - General Rating)[6]
  - France : tous publics[13]
  - Belgique : tous publics (Alle Leeftijden)[10]
  - Suisse romande : interdit aux moins de 12 ans[14]

## Distribution
Sauf indication contraire, les informations mentionnées dans cette section peuvent être confirmées par la base de données cinématographiques IMDb,  présente dans la section « Liens externes ».
- Andy Serkis (VF : Benoît Allemane[15]) : César
- Karin Konoval : Maurice / greffier
- Terry Notary : Rocket / Beaux Yeux
- Richard Ridings : Buck, singe
- Christopher Gordon : Koba, singe
- Devyn Dalton : Cornélia, singe
- Jay Caputo : Alpha[Note 2]
- James Franco (VF : Anatole de Bodinat ; VQ : Martin Watier) : Will Rodman
- Freida Pinto (VF : Alexandra Garijo ; VQ : Mélanie Laberge) : Caroline Aranha
- John Lithgow (VF : Michel Ruhl ; VQ : Jean-François Blanchard) : Charles Rodman
- Brian Cox (VF : José Luccioni ; VQ : Widemir Normil) : John Landon
- Tom Felton (VF : Dov Milsztajn ; VQ : Sébastien Reding) : Dodge Landon
- David Oyelowo (VF : Daniel Njo Lobé ; VQ : Marc-André Bélanger) : Steven Jacobs
- Tyler Labine (VF : Emmanuel Gradi ; VQ : Sylvain Hétu) : Robert Franklin
- Jamie Harris (VF : Laurent Morteau) : Rodney, l'assistant du refuge
- Ty Olsson : chef John Hamil
- David Hewlett (VF : Jérôme Rebbot ; VQ : Pierre Auger) : Hunsiker[Note 3]

- Version française réalisée par Dubbing Brothers sous la direction artistique d'Hervé Rey, avec une adapation de dialogues de Philippe Millet[16].
- Version québécoise réalisée par Cinélume sous la direction artistique d'Anne Caron, avec une adaptation de dialogues de Thibaud de Courrèges [17].

Sources doublage : Doublage Québec, RS Doublage et Voxofilm.

Photos des principaux interprètes.
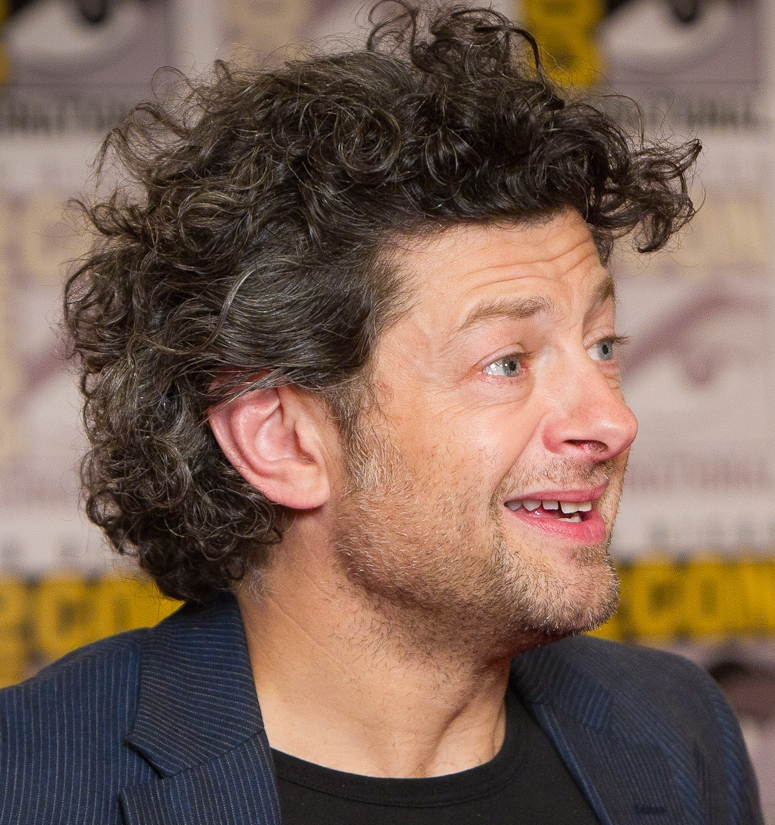
Andy Serkis en 2011.
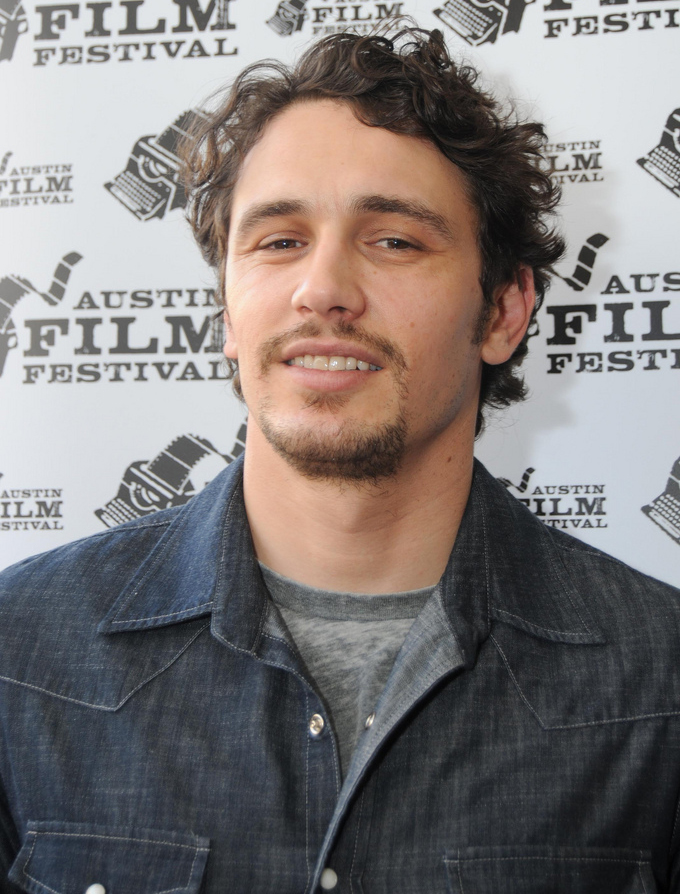
James Franco en 2011.
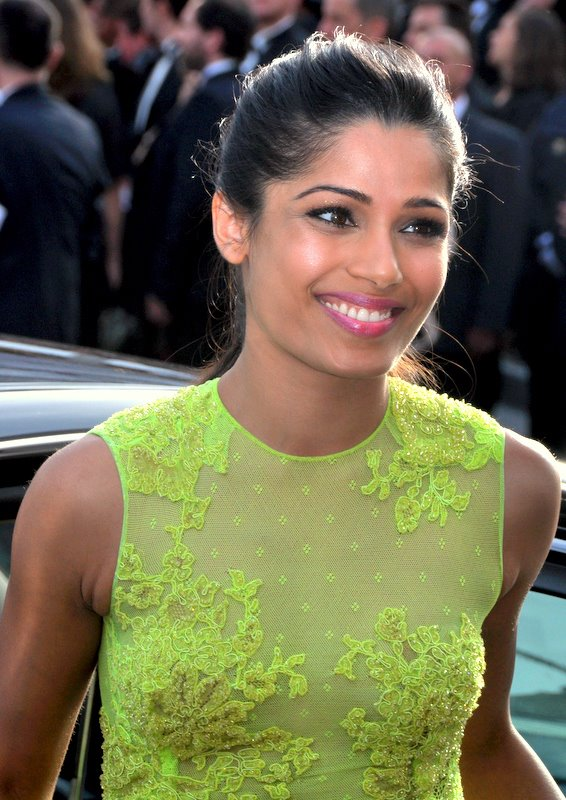
Freida Pinto en 2012.
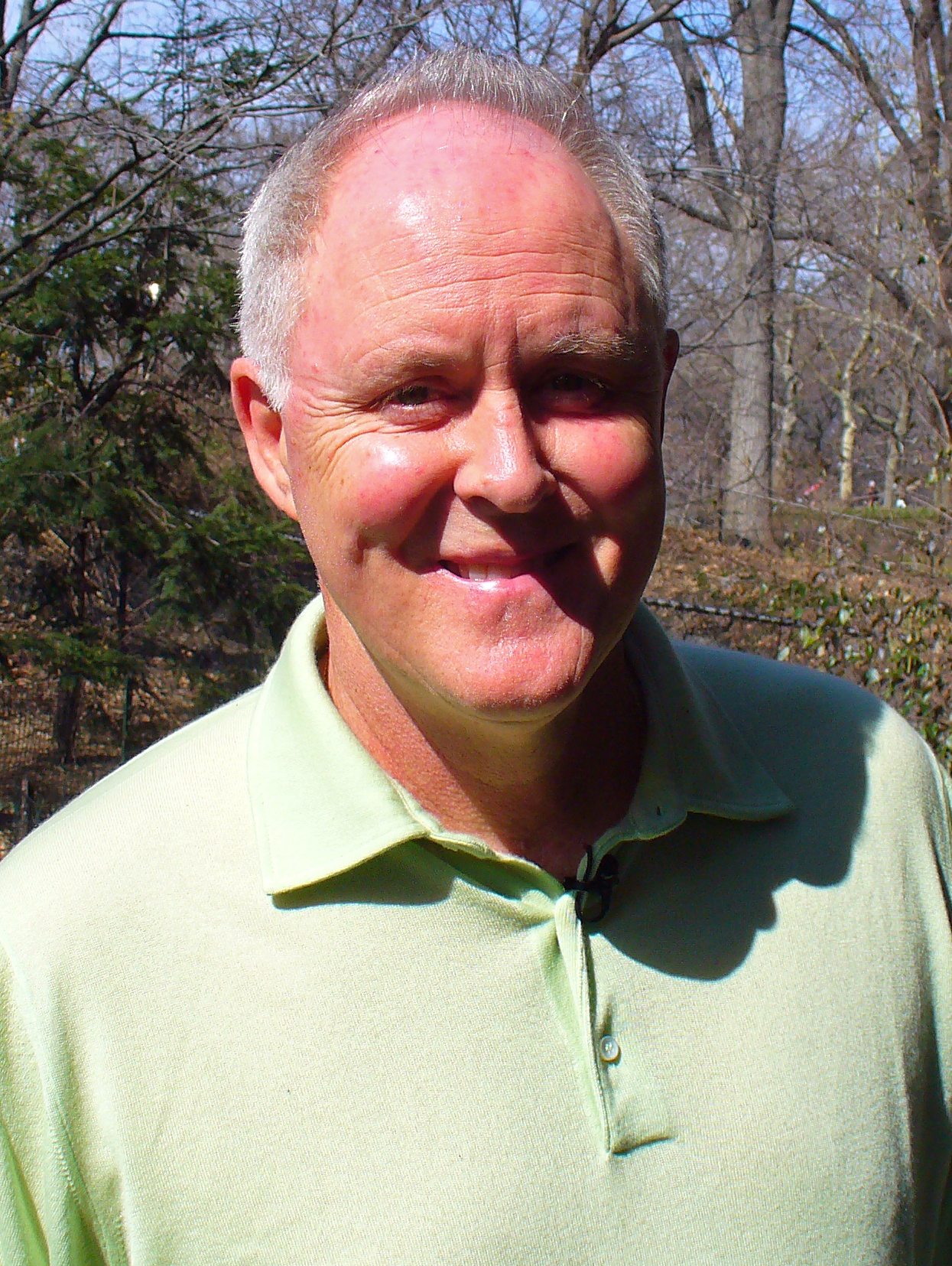
John Lithgow en 2007.
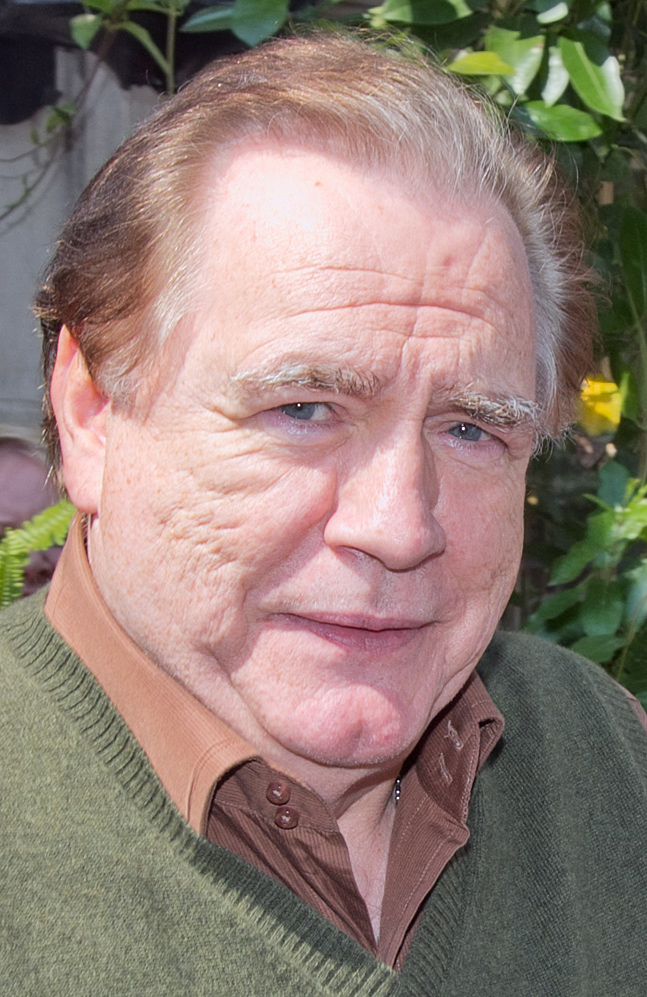
Brian Cox en 2011.
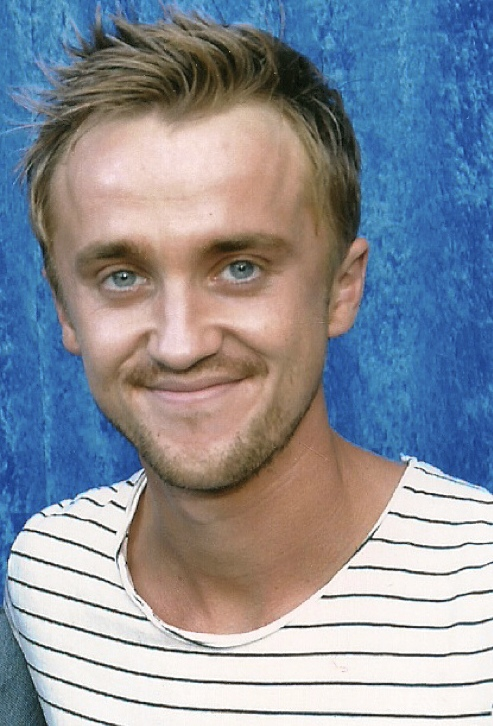
Tom Felton en 2011.

## Production

### Développement
Mise en sommeil en 1975, la franchise La Planète des singes revient sur les grands écrans en 2001 avec le film La Planète des singes réalisé par Tim Burton et financé par le studio 20th Century Fox. Bien qu'il soit un succès commercial, ce film est mal accueilli par les critiques de cinéma. Les producteurs préfèrent donc ne pas lui donner de suite.
En 2005, le scénariste Rick Jaffa tombe sur des articles de journaux parlant des comportements déviants de chimpanzés domestiques au sein de leur environnement humain,. Les chimpanzés deviennent invariablement agressifs et attaquent soit leur propriétaire soit une personne du voisinage,, Ils sont ensuite retirés à leur propriétaire et finissent dans des refuges. Intrigué par le sujet, Jaffa se met à parcourir plusieurs articles consacrés à la stimulation de l'intelligence chez les animaux par la génétique,,,. Les chimpanzés ne sont pas de bons animaux de compagnie selon la primatologue Jane Goodall. Le confinement dans une maison les rend aigris, rancuniers et destructeurs. Or, un chimpanzé de cinq ans est déjà plus fort qu'un humain.
Trouvant là une idée intéressante, il rédige avec son épouse Amanda Silver une ébauche mettant en scène ces éléments dans l'univers de La Planète des singes. Le couple arrive alors à rédiger un scénario préquelle du film La Planète des singes de 1968, et le nomme César, en référence au héros des films La Conquête de la planète des singes et La Bataille de la planète des singes. César est en effet dans la saga le premier chef des singes et le premier singe à avoir dit « Non » à un humain. L'idée principale du scénario est donc de reprendre cette situation pour montrer comment les singes s'émancipent des hommes ainsi que les circonstances qui entraînent César à crier son fameux « Non ».

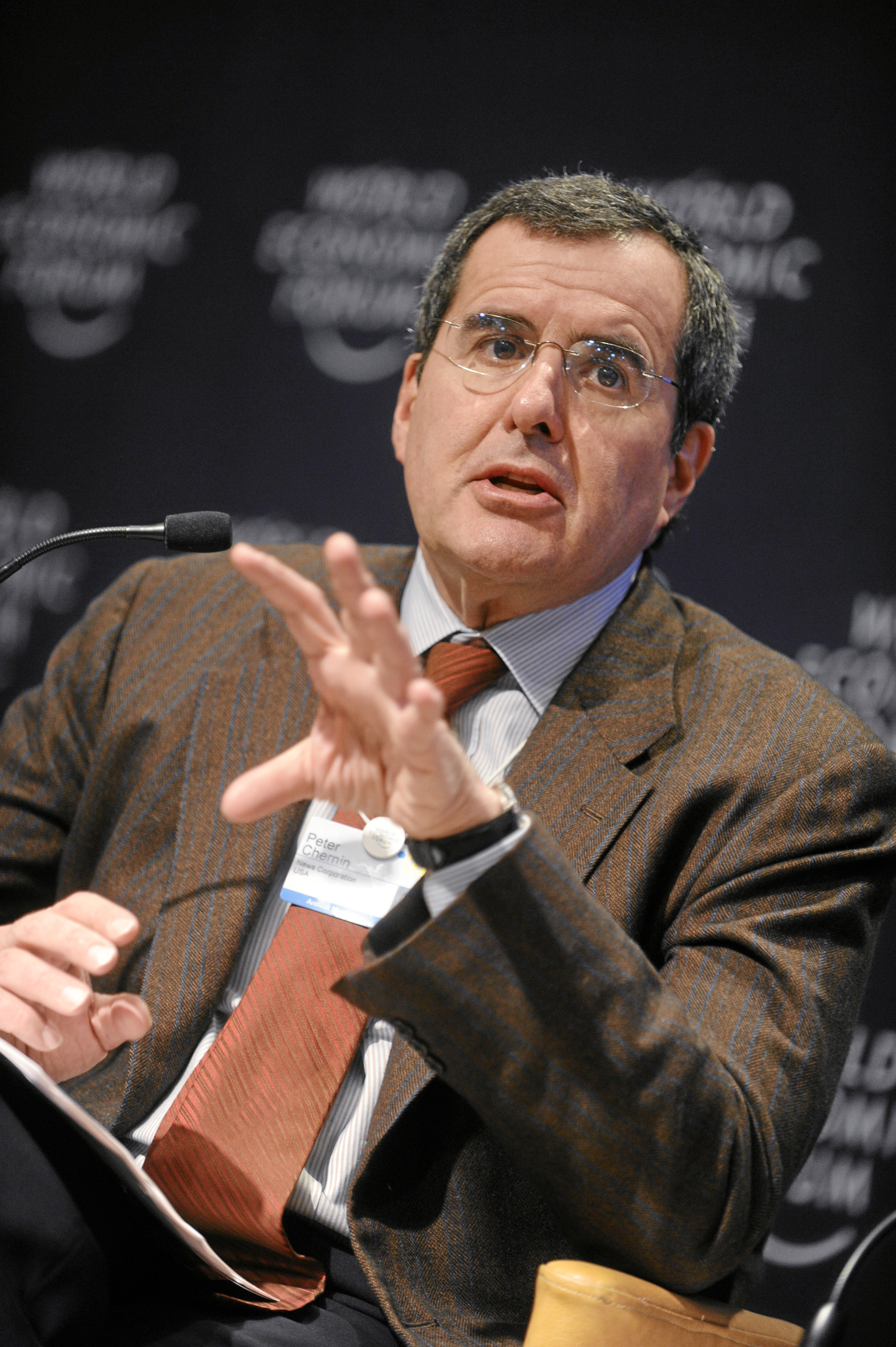
Le producteur Peter Chernin en 2009.

Tout naturellement, le couple propose le scénario au détenteur des droits de la franchise, le studio 20th Century Fox,, avec qui il avait déjà collaboré. Les cadres du studio sont très intéressés et Hutch Parker, le président de 20th Century Fox, donne son feu vert. Le studio demande ensuite au couple de scénaristes d'améliorer le scénario. Durant les quatre années suivantes, Jaffa et Silver écrivent une trentaine de versions différentes. Confiant dans le projet, l'un des dirigeants de la Fox, Tom Rothman confie en 2008 à la presse qu'une relecture de La Conquête de la planète des singes est en projet. Il indique alors qu'il s'agit d'un « retour aux grands thèmes sociaux qui ont marqué le premier opus mais avec une vision beaucoup plus contemporaine se déroulant sur Terre en 2009 ». Le réalisateur et scénariste Scott Frank, auteur notamment du scénario de Minority Report (2002), est alors engagé pour apporter ses idées et éventuellement assurer la mise en scène,. Cependant ses propositions ne convainquent pas les cadres du studio. Frank décide alors de quitter le projet.
Début 2010, enfin satisfaits du scénario, les cadres de la Fox confient le projet aux producteurs Peter Chernin et Dylan Clark de la société de production Chernin Entertainment,,. Chernin était l'ancien dirigeant du groupe de divertissement News Corporation et Dylan Clark était un ancien cadre d'Universal Pictures et le petit-fils de Stanley Hough, le producteur de la série télévisée La Planète des singes (1974). Jaffa et Silver sont eux aussi associés à la production du film qui est alors rebaptisé Rise of the Apes puis Rise of the Planet of the Apes,. Le film n'est plus alors une préquelle ou une relecture mais un redémarrage de la saga,,.

### Préproduction
Les producteurs engagent Rupert Wyatt, notamment connu pour Ultime Évasion (2008), pour réaliser le film pour un budget de 93 millions de dollars,. Pour représenter les singes, les producteurs décident de ne plus se servir d'interprètes maquillés comme c'était le cas pour les autres productions de la franchise La Planète des singes. Wyatt ne souhaite pas non plus utiliser des singes vivants « pour des raisons morales et éthiques. Dans leur société, les singes ont une structure hiérarchique basée sur le mâle alpha. Alors si vous voulez faire faire quelque chose à un singe, il vous faut le dominer ».
Wyatt et les producteurs se tournent donc vers la technique de capture de mouvements réalisée par le biais de capteurs accrochés à des justaucorps portés par des interprètes. Ils engagent alors la société néo-zélandaise Weta pour réaliser ce travail. Celle-ci avait précédemment travaillé sur la trilogie Le Seigneur des anneaux (2001-2003) et sur King Kong (2005) de Peter Jackson, ainsi que sur Avatar (2009) de James Cameron,. C'est plus particulièrement Joe Letteri, récipiendaire de quatre Oscars du cinéma qui supervise le travail chez Weta.
Les producteurs choisissent James Franco pour jouer Will Rodman, le premier rôle. Ils l'avaient en effet particulièrement apprécié dans la comédie Délire Express (2008) et aussi dans le film dramatique Harvey Milk (2008).
Pour interpréter César, le rôle principal en combinaison de capture de mouvement, les producteurs engagent Andy Serkis. L'acteur est très familier de cette technique car il a été précédemment employé par Weta pour interpréter Gollum dans la trilogie Le Seigneur des anneaux et King Kong dans le film éponyme,,. Pour Serkis, le but de la capture de mouvement est « d'être fidèle à l'interprétation de l'acteur pour qu'à l'écran vous voyez des singes, mais des singes habités par le cœur et l'âme d'un jeu d'acteur ». La plupart des autres interprètes des singes sont eux des cascadeurs ou d'anciens membres de cirques.
Pour l'aspect des singes, les techniciens de Weta se servent de la base de données qu'avait constituée Scott Franck, le maquilleur Aaron Sims et leur équipe créative en 2008. Cette base comprenait de nombreux dessin de singes et des sculptures. L'artiste Kazuhiro Tsuji avait même réalisé un buste pour le personnage de César. Gino Acevedo, le directeur de la division création artistique travaille avec le service « Textures et créatures » de Weta afin de transposer les concepts de Sims en personnages numériques. Ils développent les textures à partir de moulage sur nature de singes bien réels.
L'ancien gymnaste Terry Notary, responsable de « l'école des singes » sur le film La Planète des singes de 2001 est engagé pour devenir le chorégraphe mouvement et l'entraîneur des cascadeurs qui interprètent des singes. Il commence ses répétitions au « camp des singes » installé aux studios Mammoth à Vancouver avant le début du tournage. Les singes du film doivent ressembler à leurs modèles sauvages. Par exemple, César tend la main à Will pour avoir son aval. Ce geste d'allégeance est typique chez les chimpanzés. Les producteurs engagent Bill Terezakis afin de créer des singes mécaniques en animatronique pour faciliter les interactions entre les interprètes et les personnages numériques.
Le décorateur Claude Paré visite de nombreux refuges pour construire les intérieurs du laboratoire aux studios de Mammoth de Vancouver. Il élabore un environnement austère aux lignes très épurées pour écraser la puissance physique des singes. Paré déclare, à propos d'un des refuges destiné à la recherche médicale : « je suis arrivé à l'heure des repas. Tous les singes ont sauté aux barreaux de leur cage en hurlant d'allégresse » ; « C'était incroyablement effrayant. Si jamais l'un d'eux s'échappait et vous chopait, vous étiez un homme mort ». Paré conçoit les intérieurs du refuge animalier sous forme d'un atrium hémisphérique enserrant un arbre et une chute d'eau factices avec des enclos métalliques attenants. Le décorateur a également la charge de reproduire sur le plateau un tronçon de près de cent sept mètres de long du pont du Golden Gate, avec six voies de circulation.

### Tournage

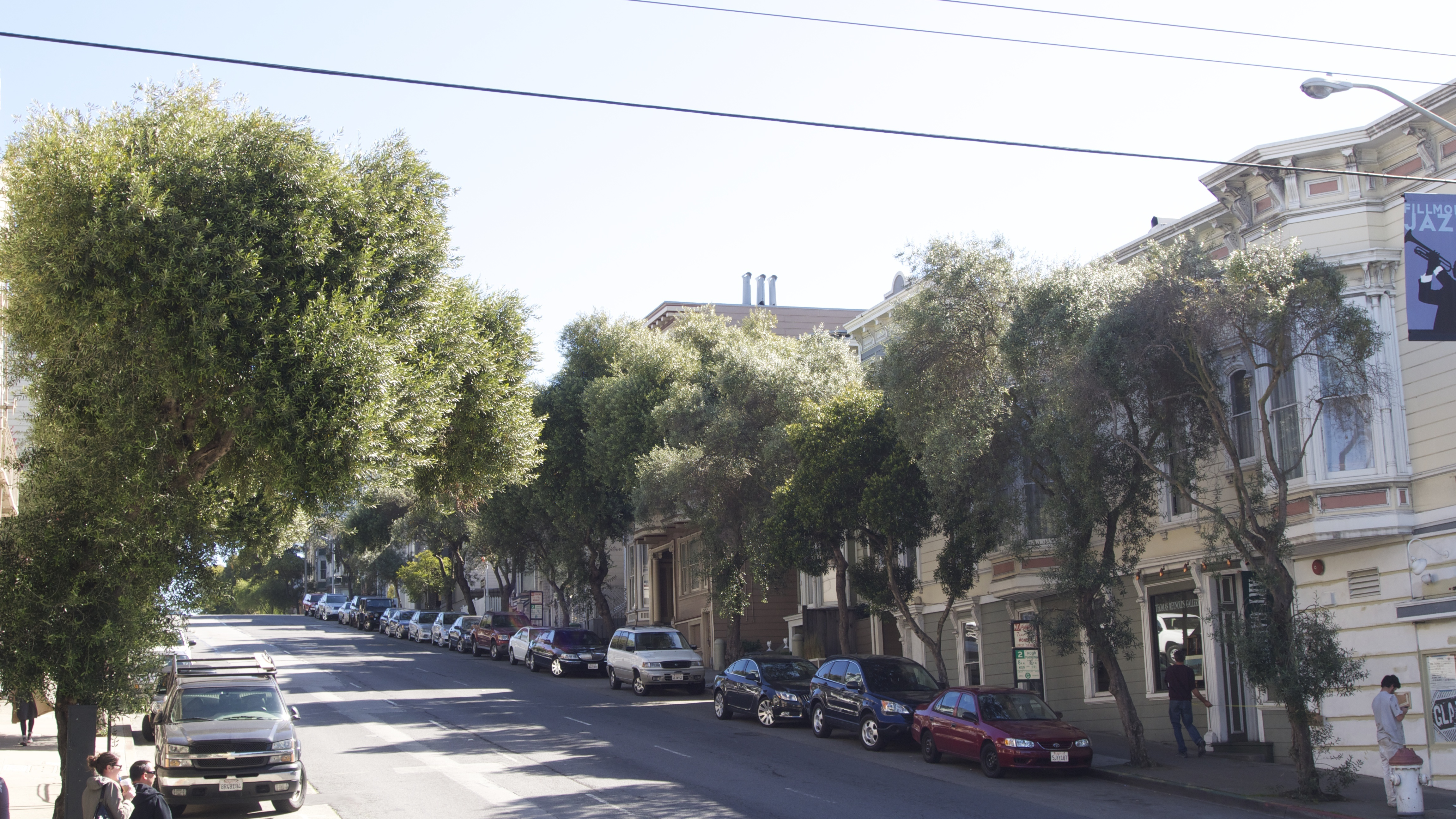
Pine Street à San Francisco.

Le tournage débute le 5 juillet 2010 dans la baie de San Francisco en Californie. La scène où les singes se répandent dans les rues de la ville est elle-même tournée à San Francisco . Terry Notary et sept autres interprètes munis des justaucorps à capteurs y jouent la scène qui se déroule à Pine Street. Le tournage s'installe ensuite à Oahu dans l'archipel d'Hawaï pour y tourner la scène d'ouverture qui est censée se dérouler en Afrique. Le reste du tournage se déroule ensuite à Vancouver au Canada dans les studios Mammoth. Quelques plans ont aussi été tournés en extérieur à Vancouver, notamment au parc Robert Burnaby et dans le quartier de Mount Pleasant, ainsi qu'en Louisiane,.
Il s'agit de la première fois que la société Weta tourne des scènes de capture de mouvement dans des décors naturels grâce à des capteurs lumineux,. Les techniciens de Weta fabriquent tout spécialement pour le film des capteurs de mouvement détectables à la lumière du jour qui n'interfèrent pas avec la photo du directeur de la photographie Andrew Lesnie. Chaque module lumière à diode électroluminescente émet une vive pulsation infrarouge tandis que l'objectif du diaphragme de la caméra de tournage est obturé ; les diodes s'éteignent alors automatiquement le temps que l'objectif de la caméra s'ouvre et impressionne la pellicule.
Vétéran de la technique de capture de mouvement, Andy Serkis comprend le processus d'animation qui se déroule après l'interprétation. Cependant, il arrive que sur certaines scènes il soit plus imposant physiquement que César. Les techniciens de la capture de mouvement font appel à Devyn Davis, l'interprète d'un mètre quarante de la femelle chimpanzé Cornélia pour les positionnements du singe.
La technique est de capter la scène avec l'acteur en justaucorps, la plupart du temps Serkis, puis de retourner la scène sans l'acteur pour comprendre ce que la caméra doit s'attendre à voir derrière l'acteur. Serkis est en effet beaucoup plus grand que César et les animateurs doivent peindre beaucoup de choses pour pouvoir ôter Serkis du décor. Les interprètes restant ne peuvent plus interagir avec lui et sont obligés de créer l'émotion seuls. Les animateurs peuvent également se servir d'un acteur plus petit pour marcher dans les décors pour avoir une référence en matière de taille.
La scène de l'affrontement final sur le pont du Golden Gate nécessite l'usage de quatre-vingt véhicules dont un bus scolaire que les gorilles font basculer et utilisent comme pare-balles. La chorégraphie des combats avec les six principaux interprètes des singes et de nombreux cascadeurs est combinée à des tirs d'armes à feu et des explosions. Le moment où l'hélicoptère de Steven Jacobs s'écrase sur le pont est particulièrement difficile à élaborer. L'équipe des trucages numériques de Tony Larazowich élabore pour cela une version grandeur nature de l'hélicoptère disposée sur un bras mécanique pouvant la faire planer ou piquer du nez. Une version de l'épave de l'hélicoptère est également réalisée sur support hydraulique pour simuler sa chute du haut du pont.
De nombreux autres scènes ou morceaux de scènes sont tournées directement dans les locaux de Weta en Nouvelle-Zélande. Andy Serkis, Terry Notary et les autres interprètes jouant des singes reprennent leurs rôles devant des fonds verts pour que leur prestations soient ensuite incrustées sur des plans d'images réelles.

### Postproduction
La postproduction du film est principalement réalisée dans les locaux de la société Weta. Les artistes devant réaliser les créatures se servent des prestations de tournage pour transformer les interprètes en singes numériques. La première phase est celle du « tissu » qui consiste à réaliser les mouvements de la peau et des chairs. Puis vient le « salon de barbier » ou les animateurs de Weta génèrent des simulations de fourrure. Daniel Barret, superviseur de l'animation, et son équipe, fusionnent ensuite les images réelles avec les animations numériques. De nombreux artistes reprennent ensuite chaque plan pour soigner les détails et rendre les singes plus vivants.
Pour cette postproduction, Weta améliore ses techniques de rendus des cheveux, des muscles et des tissus. L'amélioration la plus importante est cependant celle recréant le système musculaire facial. Selon Joe Letteri, « Comprendre comment fonctionnent les muscles faciaux n'est pas aisé car ils ne se comportent pas comme les autres muscles du corps. Ils ne sont pas autant liés au squelette ». Weta construit également un nouveau modèle oculaire pour obtenir une plus grande précision dans le mouvement musculaire autour des yeux mais aussi pour rendre les yeux plus vivants.
Durant le tournage le bébé chimpanzé César est représenté par une marionnette mécanique. Pour lui donner vie, les animateurs se basent donc sur des études vidéo d'un chimpanzé nouveau-né du zoo de Wellington.
Weta réalise de nombreux autres trucages comme le pont du Golden Gate ou la prolongation des arbres de la forêt où César se promène régulièrement. Les animateurs rendent les arbres plus grands mais les altèrent également pour figurer les changements de saisons,.
Le 4 juillet 2011, un mois avant la sortie du film, James Franco revient de Caroline du Nord pour la Californie pour tourner une nouvelle version de la scène finale durant quelques heures. La première version tournée voyait Will Rodman se faire tuer par des hommes en voulant protéger César lors de leur retrouvailles finales. Comme Franco est l'acteur le plus mis en avant par les producteurs, ceux-ci voulaient en effet une fin plus heureuse pour ce personnage. Ils souhaitaient également laisser la porte ouverte à un éventuel retour de l'acteur pour une suite,.

### Bande originale

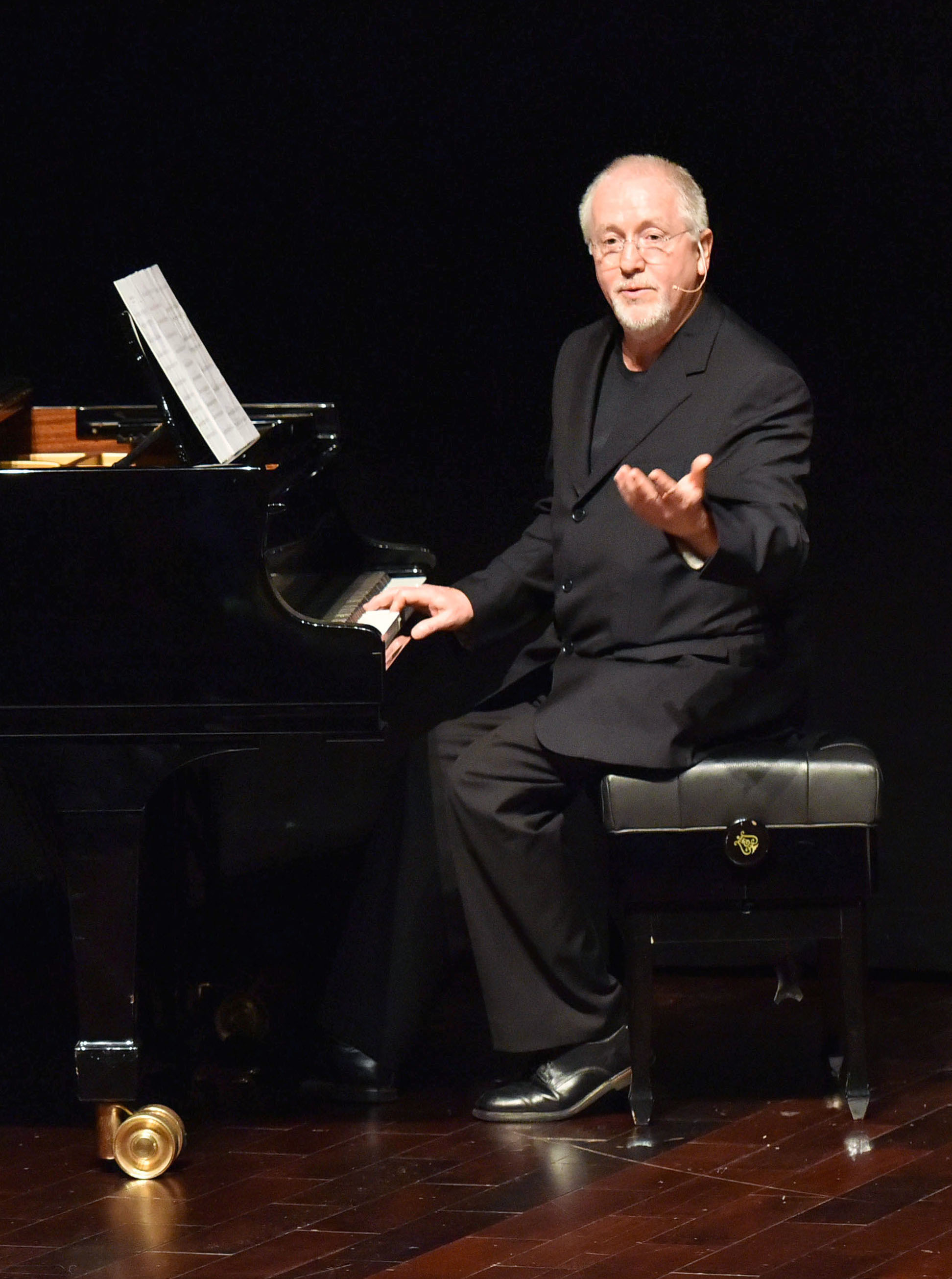
Le compositeur Patrick Doyle en 2016.

C'est Patrick Doyle, l'auteur des musiques des films Harry Potter et la Coupe de feu (2005) et Thor (2011), qui est engagé pour composer la musique de La Planète des singes : Les Origines. Très contemporaine, la musique de Dodge met beaucoup en avant les percussions.
La bande originale commence par The Beginning, un morceau introductif puissant qui présente les parents de César au sein d'une jungle paisible et luxuriante. Elle prépare à ce qui va suivre, une quantité importante de morceaux percutants pour illustrer les scènes d'action. Doyle se fait ici le disciple des compositeurs Hans Zimmer et Harry Gregson-Williams. Il permet cependant à sa partition de respirer en composant quelques morceaux plus calmes comme Muir Woods et Caesar and Buck. La musique devient également euphorisante avec des tonalités électroniques pour le morceau qui illustre les bienfaits de l’ALZ-112. Doyle déclare à ce sujet qu'il y a « la musique dédiée à ce médicament, aux notes optimistes célébrant les miracles de la science puis il y a la musique qui véhicule toute l'horreur de cet animal capturé. Vous avez d'un côté le monde électronique de l'exploration et de la découverte, et de l'autre celui de l'Afrique de l'Ouest dont est originaire la mère de César. Je désirais créer des sonorités inédites donnant une idée du milieu d'où provenait César tout en générant également quelques idées rythmiques intéressantes. Il y a un authentique cri de singe que j'ai utilisé pour donner plus d'élan et de force motrice à ma partition qui évoque Frankenstein par certains côtés car là, vous vous risquez à la lisière d'une zone d'expérimentation avec les grands singes qui sont aussi proches de nous qu'on peut l'être ».
La bande originale sort en CD et en achat numérique chez Varèse Sarabande le 16 août 2011.
| Liste des morceaux | Liste des morceaux      | Liste des morceaux | Liste des morceaux | Liste des morceaux | Liste des morceaux | Liste des morceaux | Liste des morceaux | Liste des morceaux | Liste des morceaux |
| No                 | Titre                   | Durée              |                    |                    |                    |                    |                    |                    |                    |
| ------------------ | ----------------------- | ------------------ | ------------------ | ------------------ | ------------------ | ------------------ | ------------------ | ------------------ | ------------------ |
| 1.                 | The Beginning           | 2:48               |                    |                    |                    |                    |                    |                    |                    |
| 2.                 | Bright Eyes Escapes     | 3:37               |                    |                    |                    |                    |                    |                    |                    |
| 3.                 | Lofty Swing             | 1:36               |                    |                    |                    |                    |                    |                    |                    |
| 4.                 | Stealing the 112        | 1:51               |                    |                    |                    |                    |                    |                    |                    |
| 5.                 | Muir Woods              | 1:20               |                    |                    |                    |                    |                    |                    |                    |
| 6.                 | Off You Go              | 2:16               |                    |                    |                    |                    |                    |                    |                    |
| 7.                 | Who Am I?               | 2:20               |                    |                    |                    |                    |                    |                    |                    |
| 8.                 | Caesar Protects Charles | 3:57               |                    |                    |                    |                    |                    |                    |                    |
| 9.                 | The Primate Facility    | 2:44               |                    |                    |                    |                    |                    |                    |                    |
| 10.                | Dodge Hoses Caesar      | 1:39               |                    |                    |                    |                    |                    |                    |                    |
| 11.                | Rocket Attacks Caesar   | 1:23               |                    |                    |                    |                    |                    |                    |                    |
| 12.                | Visiting Time           | 2:16               |                    |                    |                    |                    |                    |                    |                    |
| 13.                | 'Caesing' the Knife     | 2:04               |                    |                    |                    |                    |                    |                    |                    |
| 14.                | Buck is Released        | 1:51               |                    |                    |                    |                    |                    |                    |                    |
| 15.                | Charles Slips Away      | 1:16               |                    |                    |                    |                    |                    |                    |                    |
| 16.                | Cookies                 | 1:15               |                    |                    |                    |                    |                    |                    |                    |
| 17.                | Inhaling the Virus      | 2:45               |                    |                    |                    |                    |                    |                    |                    |
| 18.                | Caesar Says No          | 4:23               |                    |                    |                    |                    |                    |                    |                    |
| 19.                | Gen-Sys Freedom         | 4:56               |                    |                    |                    |                    |                    |                    |                    |
| 20.                | Zoo Breakout            | 2:40               |                    |                    |                    |                    |                    |                    |                    |
| 21.                | Golden Gate Bridge      | 5:21               |                    |                    |                    |                    |                    |                    |                    |
| 22.                | The Apes Attack         | 2:09               |                    |                    |                    |                    |                    |                    |                    |
| 23.                | Caesar and Buck         | 1:57               |                    |                    |                    |                    |                    |                    |                    |
| 24.                | Caesar's Home           | 2:40               |                    |                    |                    |                    |                    |                    |                    |
| 61:04              |                         |                    |                    |                    |                    |                    |                    |                    |                    |

## Accueil

### Accueil critique
Le film est plutôt bien accueilli par les critiques de cinéma. Sur le site Rotten Tomatoes, il obtient le score de 82 % pour un total de 272 critiques. Il dispose d'une note plus basse, à 68 %, basée sur trente-neuf avis, sur le site Metacritic. En France, il reçoit des critiques mitigées ; le site Allociné propose une note de 3,3 sur 5 à partir de l'interprétation de 20 titres de presse.
Aux États-Unis, Roger Ebert du journal Chicago Sun-Times loue le travail d'Andy Serkis dans le rôle de César. Il indique que « ce personnage est merveilleusement interprété ». Pour lui « on ne sait jamais exactement où finit l'humain et où les effets spéciaux commencent, cependant Serkis et/ou César délivrent la meilleure prestation du film ». Joe Neumaier du journal New York Daily News déclare que le film est le meilleur divertissement de l'été 2011. Nick Pinkerton du journal The Village Voice écrit que « la transformation de César en révolutionnaire charismatique pro-singe dans un film presque silencieux, avec des images simples et précises, illustre la divinisation de César en personnage de général improvisé qui transforme un groupe chaotique en armée ». Roger Moore du journal Orlando Sentinel indique que le film est « audacieux, violent et inquiétant » et qu'il est bien meilleur que la plupart des suites estivales de films. Comparativement, pour Moore, La Conquête de la planète des singes (1972) devient risible et La Planète des singes (2001) de Tim Burton devient oubliable. Manohla Dargis du journal The New York Times dit que le film est « précisément le genre de divertissement estival que les studios ont de plus en plus de mal à faire aujourd'hui. C'est bon et distrayant ». Peter Travers du magazine Rolling Stone trouve que le film est un bon mélange de La Conquête de la planète des singes et de Peur bleue (1999). David Denby dans le magazine The New Yorker écrit « pour peu qu'on donne sa chance au génie créatif, dans toute son envergure et sa liberté, tout en l'ancrant dans l'émotion et la spéculation philosophique, le cinéma numérique pourrait être promis à un avenir plus brillant encore que tout ce qui se peut actuellement imaginer ». Peter Debruge du magazine Variety trouve que le film est « une sorte de Les Évadés (1994) simien où un chimpanzé prépare son évasion ».
En France, Laurent Djian du magazine Studio Ciné Live indique que le film adopte « le point de vue d'un singe, une préquelle puissante et audacieuse ». C'est pour lui un film « captivant et tout sauf bête ». Jean-François Rauger du journal Le Monde trouve que malgré le « postulat un peu niais et infantile », le film est « une description efficace d'un enchainement fatal parce qu'il prend parfois son temps, conférant ainsi à certaines péripéties extraordinaires une intensité véritable ». Hubert Lizé du Parisien « applaudit ce spectacle intelligent, émouvant, bluffant par ses effets spéciaux, et la performance d'Andy Serkis dans la peau du grand singe ». Romain Blondeau des Inrockuptibles écrit qu'il s'agit d'« un des grands films de cet été ». Il s'agit d'un modèle de film grand public . Julien Welter du magazine L'Express trouve que « Rupert Wyatt livre un petit conte philosophique sur les rapports entre l'homme et les autres espèces. La prise de conscience sera glaçante. Touchante, aussi, car les effets spéciaux s'effacent devant les personnages ». Guillemette Odicino du magazine Télérama indique que le film refuse le spectaculaire et estime que « cet épisode n'est pas loin du classique de Franklin J. Shaffner ». Elle trouve également qu'Andy Serkis « joue divinement avec les yeux dans un déguisement pileux ». Stéphanie Belpêche du Journal du dimanche est « bluffée par l'intensité dramatique du film, la finesse du scenario, l'atmosphère anxiogène qui n'exclut pas l'émotion, la performance saisissante d'Andy Serkis dans le rôle clé de César ». Olivier Delcroix du journal Le Figaro trouve qu'Andy Serkis « prend à bras-le-corps le rôle de ce Spartacus simiesque. On est loin de la reprise insipide signée Tim Burton en 2001 ».
Du côté des avis négatifs, Stéphane du Mesnildot du magazine Cahiers du cinéma ne voit pas l'intérêt « de tourner un nouvel épisode de La Planète des singes dénué de toute dimension philosophique ». Il ne trouve à la révolte des singes qu'une « logique de film catastrophe opposant deux espèces ». Owen Gleiberman du magazine Entertainment Weekly pointe également du doigt la révolte des singes car il n'en voit pas la motivation mise à part le charisme de César . Gilles Renault de Libération trouve le film poussif et saturé d'effets numériques.

### Box-office
La Planète des singes : Les Origines est un succès commercial avec 481 800 000 dollars de recettes pour un budget de 93 millions de dollars,. Il se hisse à la neuvième place annuelle en Amérique du Nord et à la quatorzième place au niveau mondial. En France, avec 3 240 000 entrées, le film se classe en huitième position du box-office de l’année 2011 loin devant les films de science-fiction Transformers 3 : La Face cachée de la Lune (14e), Super 8 (33e), Tron : L'Héritage (44e), Real Steel (46e), Time Out (47e), Cowboys et Envahisseurs (60e) et Source Code (80e).
| Pays       | Box-office (2011)  | Classement de l'année (2011) |
| ---------- | ------------------ | ---------------------------- |
| Monde      | 481 800 000 US$    | 14e                          |
| France     | 3 240 000 entrées  | 8e                           |
| États-Unis | 176 760 000 US$    | 9e                           |
| Europe     | 14 741 000 entrées |                              |

## Distinctions
Note : sauf mention contraire, les informations ci-dessous sont issues de la page Awards du film sur l'Internet Movie Database. Ici sont listés les principaux prix.
Le film obtient essentiellement des prix pour ses effets spéciaux ainsi que pour le travail d'acteur d'Andy Serkis. Il reçoit également le prix Saturn du meilleur film de science-fiction. Le studio 20th Century Fox propose à l'académie des Oscars le nom d'Andy Serkis pour le prix du meilleur acteur dans un second rôle. Cependant, le jury des Oscars ne retient pas l'idée.

### Récompenses
| Année | Cérémonie ou récompense                               | Prix                                                          | Lauréat(es)                                                     |
| ----- | ----------------------------------------------------- | ------------------------------------------------------------- | --------------------------------------------------------------- |
| 2011  | Florida Film Critics Circle                           | Meilleurs effets spéciaux                                     |                                                                 |
| 2011  | Houston Film Critics Society                          | Réalisation technique                                         |                                                                 |
| 2011  | Las Vegas Film Critics Society                        | Meilleurs effets spéciaux                                     |                                                                 |
| 2012  | American Society of Composers, Authors and Publishers | Meilleur film au box-office                                   | Patrick Doyle                                                   |
| 2012  | Annie Awards                                          | Animation d'un personnage dans un film en prise de vue réelle | Eric Reynolds                                                   |
| 2012  | Critics' Choice Movie Awards                          | Meilleurs effets visuels                                      |                                                                 |
| 2012  | Festival international du film de Santa Barbara       | Prix Virtuoso                                                 | Andy Serkis                                                     |
| 2012  | Gold Derby Awards                                     | Meilleurs effets visuels                                      | Daniel Barrett, Dan Lemmon, Joe Letteri et R. Christopher White |
| 2012  | Saturn Awards                                         | Meilleur film de science-fiction                              |                                                                 |
| 2012  | Saturn Awards                                         | Meilleur acteur dans un second rôle                           | Andy Serkis                                                     |
| 2012  | Saturn Awards                                         | Meilleurs effets spéciaux                                     | Daniel Barrett, Dan Lemmon, Joe Letteri et R. Christopher White |
| 2012  | Visual Effects Society Awards                         | Meilleur effets visuels dans un film en prise de vue réelle   |                                                                 |
| 2012  | Visual Effects Society Awards                         | Meilleur personnage animé dans un film en prise de vue réelle |                                                                 |

### Nominations
| Année | Cérémonie ou récompense                     | Prix                                                                          | Lauréat(es)                                                     |
| ----- | ------------------------------------------- | ----------------------------------------------------------------------------- | --------------------------------------------------------------- |
| 2011  | Classement cinéma de Village Voice          | Meilleur acteur dans un second rôle                                           | Andy Serkis (9e position)                                       |
| 2011  | Festival du film de Hollywood               | Meilleur film                                                                 |                                                                 |
| 2011  | Phoenix Film Critics Society                | Meilleurs effets visuels                                                      |                                                                 |
| 2011  | Houston Film Critics Society                | Meilleur acteur dans un second rôle                                           | Andy Serkis                                                     |
| 2011  | San Diego Film Critics Society              | Meilleur acteur dans un second rôle                                           | Andy Serkis                                                     |
| 2011  | Satellite Awards                            | Meilleur acteur dans un second rôle                                           | Andy Serkis                                                     |
| 2011  | Satellite Awards                            | Meilleurs effets visuels                                                      | Jeff Capogreco, Joe Letteri et R. Christopher White             |
| 2011  | Saint-Louis Film Critics Association        | Meilleurs effets visuels                                                      | Daniel Barrett, Dan Lemmon, Joe Letteri et R. Christopher White |
| 2011  | Washington DC Area Film Critics Association | Meilleur acteur dans un second rôle                                           | Andy Serkis                                                     |
| 2012  | Oscars                                      | Meilleurs effets visuels                                                      | Daniel Barrett, Dan Lemmon, Joe Letteri et R. Christopher White |
| 2012  | Alliance des femmes journalistes de cinéma  | Meilleur acteur dans un second rôle                                           | Andy Serkis                                                     |
| 2012  | British Academy Film Awards                 | Meilleurs effets visuels                                                      | Daniel Barrett, Dan Lemmon, Joe Letteri et R. Christopher White |
| 2012  | Broadcast Film Critics Association          | meilleur acteur dans un second rôle                                           | Andy Serkis                                                     |
| 2012  | Broadcast Film Critics Association          | Meilleur film d'action                                                        |                                                                 |
| 2012  | Prix de l'académie japonaise                | Meilleur film en langue étrangère                                             |                                                                 |
| 2012  | Prix des jeunes interprètes                 | Meilleure performance dans un long métrage - Jeune acteur de dix ans et moins | Peter Bundic                                                    |
| 2012  | Empire Awards                               | Meilleur film                                                                 |                                                                 |
| 2012  | Empire Awards                               | Meilleur film fantastique ou de science-fiction                               |                                                                 |
| 2012  | Empire Awards                               | Meilleur réalisateur                                                          | Rupert Wyatt                                                    |
| 2012  | Empire Awards                               | Meilleur acteur                                                               | Andy Serkis                                                     |
| 2012  | Evening Standard British Film Awards        | Superproduction de l'année                                                    |                                                                 |
| 2012  | London Film Critics Circle                  | Réalisation technique                                                         | Joe Letteri                                                     |
| 2012  | Saturn Awards                               | Meilleure réalisation                                                         | Rupert Wyatt                                                    |
| 2012  | Saturn Awards                               | Meilleur scénario                                                             | Rick Jaffa et Amanda Silver                                     |
| 2012  | Visual Effects Society Awards               | Meilleure photographie virtuelle dans un film en prise de vue réelle          |                                                                 |
| 2012  | Visual Effects Society Awards               | Meilleure composition dans un film en prise de vue réelle                     |                                                                 |

## Analyse

### Hybris et émancipation
Les scénaristes mettent en avant le thème de l'arrogance humaine vis-à-vis des autres espèces. Pour Rick Jaffa, il s'agit de la thématique principale du film. En effet, Steven Jacobs, le patron de Will, n'a aucune considération envers les singes ni envers ses employés ou même le bien de l'humanité. Lui ne voit dans les recherches de Will qu'un « produit plus rentable que toutes ses productions réunies ». Jacobs n'a pas d'éthique et n'a d'intérêt que pour l'argent. Selon Jaffa, ses personnages franchissent la ligne lorsqu'ils se disent : « On peut soigner l'Alzheimer ». Ils commettent l’hybris, ils se prennent pour des dieux. Que ce soit Will, Jacobs ou Franklin, ils en subissent les conséquences,. Le film s'interroge sur la recherche et questionne sur les désastreuses conséquences du détournement de la nature. C'est la soif mégalomaniaque de contrôle de l'espèce humaine qui la mènera à son anéantissement,.
La punition de l'humanité par une pandémie mondiale est d'ailleurs très présente depuis le début du XXIe siècle au cinéma. La Planète des singes : Les Origines vient en effet après 28 Jours plus tard (2002) et sa suite 28 Semaines plus tard (2007), Les Fils de l'homme (2007), Je suis une légende (2007) et Contagion (2011). En partant d'un pilote d'avion infecté et montrant la diffusion du virus par les voies aériennes, la nature mondiale de la maladie s'avère être un avertissement sur les aspects néfastes de la mondialisation. Cette thématique est laissée en arrière-plan et n'est développée que lors de la scène finale et du générique de fin.
Le film montre aussi l'émancipation d'un individu et avec lui de toute une espèce opprimée. Jaffa veut que son scénario amène le spectateur à prendre fait et cause pour les singes contre les humains. Il veut que les spectateurs se lèvent au moment du « Non » de César en criant le « Je suis Spartacus » du film éponyme (1960) de Stanley Kubrick,. Le réalisateur Rupert Wyatt y voit plus une référence au personnage de John Merrick du film Elephant Man (1980). Un personnage « qu'on ne comprend pas mais qui est plus sensible et généreux que nous ». Dans les premières versions du scénario, Jaffa lui donne un parcours très sombre à la Michael Corleone, uniquement motivé par la vengeance. Mais le couple de scénaristes change le scénario pour insuffler à la révolution de la positivité et de l'espoir et font évoluer Corleone en Che Guevara,,.

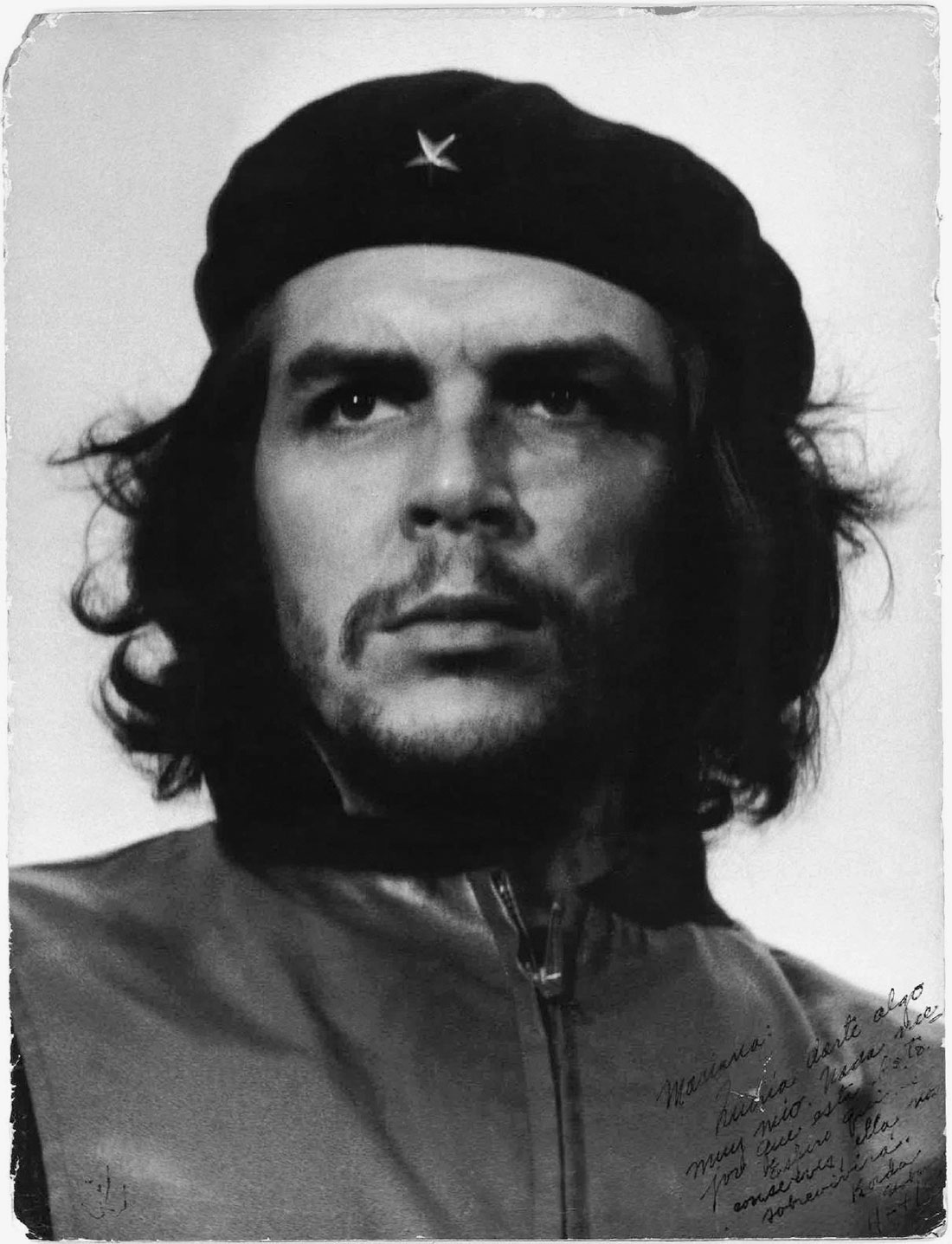
César est souvent comparé au chef révolutionnaire Che Guevara.

Andy Serkis voit également son personnage de César comme un « Che Guevara des primates ». Pour l'acteur, « César est tel un humain piégé dans la peau d'un singe ». Pour trouver le ton juste pour jouer ce personnage, l'acteur s'inspire du chimpanzé Oliver, un spécimen célèbre dans les années soixante-dix et qui fut un temps considéré comme un « humanzee ». Serkis veut « trouver le bon filtre, une façon juste de manifester l'intelligence émotionnelle et mentale d'une sorte de monstre de Frankenstein primate, tiraillé entre son humanité acquise et son appartenance à l'espèce des chimpanzés qu'il trouve arriérée. Le risque était de trop humaniser un tel personnage mais César est un enfant surdoué, complètement innocent. Il évolue lorsqu'il prend conscience de sa différence ». Will est le Victor Frankenstein et César sa créature. César assouvit surtout une vengeance personnelle. Il a « tout du personnage dickensien, à l’Oliver Twist ».
César n'aime pourtant pas la violence. Il incarne un révolutionnaire à la fois déchiré, déterminé, mais pourtant humain. Ainsi, César choisit le camp de ses congénères contre les humains, sans pour autant oublier les liens sentimentaux qu’il a tissés avec trois de ces humains. Il rejoint les singes car il a un sentiment partagé d'oppression commune qui les mène à l'émancipation par la révolution. De ce point de vue, le film rejoint les travaux en sciences sociales des sociologues français Pierre Bourdieu et Luc Boltanski sur le caractère non naturel de la construction d’un groupe autour d’intérêts communs.
Dans le film, les singes s’émancipent des humains en accédant au langage. Leur premier mot résume d’ailleurs leur volonté d'émancipation. César, leur chef, crie un « Non » symbolique qui marque le début du processus d’hominisation de leur espèce. Le philosophe Alain dit à ce sujet que « penser, c’est dire non » (1938). Gaston Bachelard dans son éloge de La philosophie du non (1940) indique que « deux hommes, s’ils veulent s’entendre vraiment, ont dû d’abord se contredire. La vérité est fille de la discussion, non pas fille de la sympathie ».
La scène où César est retiré à Will est elle-même un moment d'émancipation mais également le passage à la vie d'adulte pour César. Andy Serkis explique que « Will est comme son père. À cet instant, César considère qu'il n'a fait que défendre sa famille, et voilà que pour cela, on le séquestre et on l'abandonne à son sort. Pour lui, c'est intolérable ». Dans un scène ultérieure, quand Will revient et tente de le faire libérer, « César à déjà subi une transformation. Il en est venu à réaliser que les autres singes étaient ses semblables et qu'il n'est pas un être humain. Dès lors, César tourne le dos à Will. Il a le cœur brisé. C'est son passage à l'âge adulte ».

### Humanité de César
Le personnage de César peut, sur plusieurs plans, être comparé aux êtres humains. D'une manière générale, et mis à part son apparence, César semble même être humain, comme le prouvent ses actions. Dans sa scène finale, César nous présente un dernier exemple de son humanité en déclarant à Will : « César est chez lui ». Tout en suggérant que César ne fera plus partie du monde des humains, ses paroles représentent un autre aspect déterminant de ce que signifie être humain : être doué de la parole. Avec ce nouveau don, il n’y a plus beaucoup de choses que César ne puisse faire comme les humains. Son développement est achevé. Tout au long du film, la manière dont César est présenté a une forte influence sur la façon dont le public le perçoit, et cette perception lui est favorable. Son humanité plus que son animalité illumine le film. Le récit milite très peu pour les droits des animaux, il pose plutôt un regard neuf sur ce que signifie être humain. Il interroge sur des questions telles que : s'il existait vraiment une espèce de primate plus intelligente telle que les singes du film, serait-elle traitée à égalité par les humains ?
Le film fait participer le spectateur à l’évolution de César en montrant son apprentissage, son éducation et sa civilisation. César connaît également un double parcours kinesthésique. Il apprend à se comporter comme un homme ou comme un singe selon ses interlocuteurs.
Le parcours de César dans le film reprend les cinq premiers stades du développement psychosocial théorisés par le psychanalyste Erik Erikson : l'espoir, la volonté, la conviction, la compétence et la fidélité. L'évolution de César peut être également rapprochée de la théorie du développement moral établie par le psychologue Lawrence Kohlberg ou de la théorie de l'attachement développée par la psychologue du développement Mary Ainsworth.

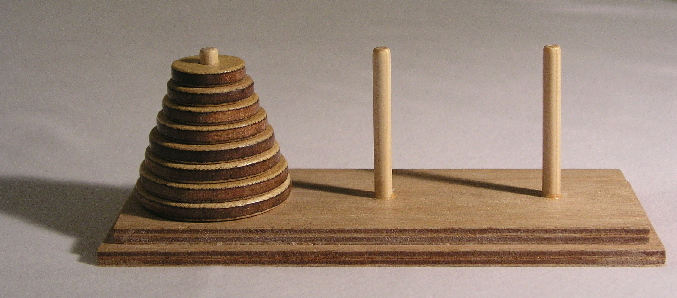
Modèle d'une tour de Hanoï avec huit disques.

Deux fois dans le film, les chimpanzés sont soumis au jeu de réflexion des tours de Hanoï pour souligner les effets de l'ALZ-112 sur leur cerveau et leurs capacités cognitives quasi-humaines. C'est d'abord « Beaux Yeux » qui le réussit, puis, plus tard dans le film, son fils César le résout avec aisance. Ce jeu a été imaginé par le mathématicien français Édouard Lucas à la fin du XIXe siècle.

### Liens avec les autres films de la saga
Amanda Silver souhaite également être très respectueuse envers la mythologie de la franchise La Planète des singes, et plus particulièrement rendre hommage au premier film de 1968,. Rick Jaffa a inséré dans le film une trentaine de références à ce long-métrage,. Il y a notamment le jet d'eau qui frappe le héros dans sa cage ; ici, il s'agit du chimpanzé César, dans le film de 1968, c'est l'astronaute Taylor. Il y a également plusieurs allusions à la navette spatiale Icarus, le vaisseau de Taylor,. Dans la scène où le père de Will tente de démarrer une voiture, César tient entre ses pattes un jouet représentant une petite Statue de la Liberté, ce qui est un clin d'œil évident à la fin du film original. Certaines répliques du film sont réutilisées, notamment « C'est un asile de fous » et « Enlève tes sales pattes de singe de moi », prononcées à l'origine par Taylor et ici par Dodge, le tyrannique gardien du refuge.
Pour les noms des personnages, Jaffa puisse dans le nom de personnes et de personnages du premier film. Will Rodman tire ainsi son nom des scénaristes Michael Wilson et Rod Serling. L'orang-outan Maurice est une référence à l'acteur Maurice Evans, l'interprète de l'orang-outan Zaïus,. Le chimpanzé Rocket vient du Norman Rockett, un des chefs décorateurs,. Le gorille Buck est nommé d'après l'acteur Buck Kartalian, l'interprète du gorille Julius. La femelle chimpanzé Cornélia tire son nom de l'archéologue chimpanzé Cornélius. Dans le nouveau film, la mère de César est appelée « Beaux Yeux », surnom dont est affublé Taylor par le docteur chimpanzé Zira (« Bright Eyes » dans les versions originales en anglais) L'ALZ-112 tire son chiffre des 112 minutes de durée du film original,.
La structure narrative de La Planète des singes : Les Origines est la même que celle de La Conquête de la planète des singes (1972). Les deux films ont pour protagoniste un chimpanzé nommé César qui grandit parmi quelques humains loin du monde exterieur, développe un lien émotionnel avec eux, puis est ensuite forcé de vivre avec d'autres membres de son espèce. Grâce à son intelligence supérieure, il unit ses congénères et lance une rébellion,. Il s'agit en fait d'une mise à jour de l'histoire et des thèmes pour la société du début du XXIe siècle. La peur des conséquences du génie génétique remplace la peur de la guerre nucléaire. Le film reprend le thème d'une autre grande saga cinématographique : Jurassic Park. Cependant, à la différence de cette saga, Les Origines critique nettement le transhumanisme. Les recherches de Will auraient abouti à une humanité à deux vitesses, comme dans le roman Le Meilleur des mondes (1932) ou le film Bienvenue à Gattaca (1997).
Selon la classification hollywoodienne, Planète des singes : Les Origines est une préquelle ou une présentation des origines. Cependant, une préquelle est généralement définie comme étant une histoire qui raconte les événements qui se sont déroulés chronologiquement avant ceux racontés dans les précédents films. Le spectateur, en voyant la bande-annonce du film, peut ainsi légitimement croire que Les Origines est une préquelle de la saga La Planète des singes, idée renforcée par les clins d'œils évidents au film original,. Il peut également se dire que le nouveau film est une nouvelle version de La Conquête de la planète des singes, qui est lui-même une préquelle au film de 1968. Les critiques sont également confus, présentant ce nouveau film comme une « refonte », une « reprise » ou un « redémarrage » (dans les commentaires audio du DVD, les scénaristes le présentent comme un redémarrage de la saga).

## Exploitation
La Planète des singes : Les Origines sort en DVD et en Blu-ray en décembre 2011. L'édition DVD comprend comme bonus deux scènes coupées et les deux courts documentaires suivants : La mythologie de la saga et Le génie d'Andy Serkis. L'édition Blu-ray comprend neuf scènes coupées supplémentaires, les commentaires du film par le réalisateur Rupert Wyatt ou par les scénaristes Rick Jaffa et Amanda Silver, et quatre autres documentaires : Une nouvelle génération de singes, Déconstruction d’une scène, Dépasser les limites de la Motion Capture, et Les grands singes. Le film bénéficie également d'une édition de collection Blu-ray dans un boitier métallique. Le film sort ultérieurement dans de nouvelles versions : en 2012 en DVD avec fourreau ou en Blu-ray avec un livret exclusif, en 2014 en DVD avec les bonus du Blu-ray, en 2017 en version pour télévision à ultra-haute définition et en 2018 en Blu-ray avec un livret exclusif.
Le film est compris dans plusieurs intégrales, notamment en décembre 2011 dans un coffret de sept films avec les six films de 1968 à 2001, en octobre 2013 dans un coffret baptisé Générations avec le film de 1968 et celui de 2001, en novembre 2014 dans un coffret Tête de César avec les sept autres films, en novembre 2014 dans un boitier avec La Planète des singes : L'Affrontement et en octobre 2018 en boitier trilogie avec La Planète des singes : L'Affrontement et La Planète des singes : Suprématie.